# Diplazium pectinatum
Diplazium pectinatum là một loài thực vật có mạch trong họ Woodsiaceae. Loài này được (Fée) C. Chr. miêu tả khoa học đầu tiên năm 1925.